# Utilisation équitable
L'utilisation équitable (qui regroupe le fair dealing et le fair use) est une notion présente dans la législation et la jurisprudence de nombreux pays de droit anglo-saxon. En dehors de ces pays, des dispositions éventuellement proches peuvent exister, comme le droit de courte citation.
Le fair dealing est une notion limitant le champ d'application du droit d'auteur en balisant certaines exceptions à celui-ci, afin de maintenir un juste équilibre entre les droits des titulaires du droit d’auteur et les intérêts des utilisateurs. L'origine de cette utilisation équitable est la common law, bien que les exceptions qui le composent soient statutaires.
Le fair use est le pendant américain de l'utilisation équitable mais en tant que moyen de défense. Il est plus restrictif et moins flexible que le fair dealing. En effet, toute violation qui n'est pas expressément mentionnée dans la liste d'exceptions ne pourra se qualifier et pourra difficilement être invoquée devant les tribunaux.

## Au Canada
Au Canada, l'utilisation équitable d'œuvres protégées est présentée comme une série d' « exceptions aux violations » du droit d'auteur, figurant aux paragraphes 29 à 29.2 de la Loi sur le droit d'auteur (Copyright Act). Ces exceptions sont, en premier lieu, de nature générale. Des exceptions supplémentaires s'adressent par la suite à des acteurs et des situations très spécifiques.

### Dispositions générales
Les dispositions générales d’utilisation équitable permettent la reproduction d’une œuvre protégée ou tout autre objet du droit d'auteur:
- aux fins d’étude privée, de recherche, d'éducation, de parodie ou de satire;
- aux fins de communication des nouvelles ainsi que de critique ou de compte rendu, à la condition que soient mentionnés la source et, le cas échéant :

1. dans le cas d’une œuvre, le nom de l’auteur ;
2. dans le cas d’une prestation, le nom de l’artiste-interprète ;
3. dans le cas d’un enregistrement sonore, le nom du producteur ;
4. dans le cas d’un signal de communication, le nom du radiodiffuseur.

### Dispositions particulières et autres cas de non-violation
La Loi sur le droit d'auteur prévoit aussi, aux articles 29.21 à 32.01, une série d'exceptions permettant à certains acteurs d'utiliser des œuvres protégées dans des circonstances particulières. Ces exceptions ne figurent pas sous l'intertitre Utilisation équitable mais en constituent néanmoins une extension logique. Les acteurs ciblés sont:
- Les établissements d’enseignement (en ce qui concerne en ce qui concerne notamment la reproduction, la présentation publique et la diffusion par télécommunication d'œuvres à des fins pédagogiques);
- Les bibliothèques, musées ou services d’archives (en ce qui concerne la gestion et conservation de collections et la reproduction d'articles de périodiques) ;
- Les particuliers (en ce qui concerne la copie privée, la diffusion à des fins non commerciales de l'adaptation d'une œuvre, l'enregistrement d'émissions télévisées pour écoute différée, les copies de sauvegarde de programmes d'ordinateur);
- Les personnes ayant des déficiences perceptuelles (afin de leur permettre la reproduction d’une œuvre sur un autre support plus adapté) ;
- Les entreprises de radiodiffusion et de programmation (afin de leur permettre la reproduction d'œuvres ou de prestations dans le cadre de leurs activités commerciales).

Certains de ces actes « ne doivent pas être accomplis dans l’intention de faire un gain » (art. 29.3). Enfin, d'autres situations sont expressément cataloguées comme ne constituant pas des violations. C'est le cas notamment de la communication de documents effectuée en vertu de la Loi sur l’accès à l’information et de la Loi sur la protection des renseignements personnels.

### Éclairage apporté par le jugementCCH Canadienne Ltée c. Barreau du Haut-Canada
Au paragraphe 48 de l'arrêt CCH Canadienne Ltée c. Barreau du Haut-Canada, la Cour suprême du Canada laisse entendre que l'utilisation équitable n'est pas qu'un simple moyen de défense ou une violation que l'on tolère, mais bien un droit des utilisateurs à part entière:

« Avant d’examiner la portée de l’exception au titre de l’utilisation équitable que prévoit la Loi sur le droit d’auteur, il importe de clarifier certaines considérations générales relatives aux exceptions à la violation du droit d’auteur. Sur le plan procédural, le défendeur doit prouver que son utilisation de l’œuvre était équitable; cependant, il est peut-être plus juste de considérer cette exception comme une partie intégrante de la Loi sur le droit d’auteur plutôt que comme un simple moyen de défense. Un acte visé par l’exception relative à l’utilisation équitable ne viole pas le droit d’auteur. À l’instar des autres exceptions que prévoit la Loi sur le droit d’auteur, cette exception correspond à un droit des utilisateurs. Pour maintenir un juste équilibre entre les droits des titulaires du droit d’auteur et les intérêts des utilisateurs, il ne faut pas l’interpréter restrictivement. [...] »

De plus, cet arrêt fait état de facteurs supplémentaires, inspirés de la doctrine du fair use aux États-Unis, et qui offrent un cadre d’analyse utile pour statuer sur le caractère équitable d’une utilisation d'œuvre protégée:
1. le but de l’utilisation ;
2. la nature de l’utilisation ;
3. l’ampleur de l’utilisation ;
4. les solutions de rechange à l’utilisation ;
5. la nature de l’œuvre ;
6. l’effet de l’utilisation sur l’œuvre.

## Au Royaume-Uni
Au Royaume-Uni, le fair dealing consiste en des « actes permis » (Acts Permitted in Relation to Copyright Works) figurant au Chapitre III du Copyright, Designs and Patents Act 1988 (c. 48). Ces dispositions statutaires n'annulent en rien la jurisprudence de common law qui permet à une partie défenderesse d'invoquer l'utilisation équitable (fair dealing) ou la notion d'intérêt public (public interest).

### Dispositions générales
L'utilisation équitable d'une œuvre littéraire, artistique, dramatique ou musicale ne viole pas le copyright si elle est faite aux fins d'étude privée ou de recherche (article 29) ainsi que de critique, compte rendu ou communication des nouvelles (article 30), sous condition, dans certains cas, d'une reconnaissance suffisante (sufficient acknowledgement) de la provenance ou de la paternité de l'œuvre. Toutefois, il n'est pas précisément défini ce en quoi consiste une reconnaissance suffisante.
La Loi britannique se distingue en ce qu'elle permet l'inclusion fortuite (incidental inclusion) d'une œuvre dans une autre (article 31). Un enregistrement sonore, une œuvre d'art, un film et une émission diffusée par les ondes ou la câblodistribution peuvent donc reproduire une œuvre protégée, à condition que cette reproduction ne soit pas délibérée.
De nouvelles dispositions en vigueur depuis octobre 2003 ont réduit la portée de l'utilisation équitable aux fins de recherche à la seule recherche effectuée à but non lucratif. (Le Copyright and Related Rights Regulations 2003 avait pour but de transposer dans le droit national la Directive InfoSoc du Parlement européen.) À titre comparatif, la Cour suprême du Canada a décrété, dans l'arrêt CCH Canadienne Ltée c. Barreau du Haut-Canada (voir ci-haut), que la reproduction aux fins de recherche effectuée dans un but lucratif (par un cabinet d'avocats, par exemple) est bel et bien équitable.

### Dispositions particulières
Une série d'exceptions permettent la commission de certains actes à des fins éducatives (articles 32 à 36), par les bibliothèques et services d'archives (articles 37 à 44) ainsi que par l'administration publique (articles 45 à 50).
Les bibliothécaires ou archivistes sont tenus de fournir, au maximum, une seule reproduction d'une « proportion raisonnable » de tout ouvrage protégé, à condition que le destinataire utilise cette reproduction aux fins d'étude privée ou de recherche. Or il n'est pas défini ce que constitue une reproduction en proportion raisonnable. Pour éviter les problèmes liés à ce flou juridique, les établissements d'enseignement britanniques paient généralement des redevances à une société de gestion des droits d'auteur, la UK Copyright Licensing Agency (CLA).
Une grande quantité d'exceptions supplémentaires (articles 51 à 72) prévoient dans quelles conditions pourront être utilisés, entre autres, les types de caractères (polices), les œuvres sous forme électronique, les enregistrements à des fins d'archivage, etc. La reproduction à des fins personnelles d'une émission retransmise par les ondes ou par câble aux fins de visionnement ultérieur (time shifting) est expressément permise à l'article 70.